# 北條時實
北條時實（日语：／ Hōjō Tokizane，1212年—1227年8月1日）是日本鎌倉時代前期北條氏一門，父親是鎌倉幕府第3代執權北條泰時，母親是繼室安保實員之女，正室是意圖謀反而被流放的北條光時之妹。

## 生涯
時實是第4代將軍九條賴經的隨從。嘉祿3年（1227年）6月18日，一眾御家人為了六堂供養而大舉前往鎌倉，時實在此時被御家人之一的高橋次郎殺害，享年16歲。時實被殺的原因不明，但是不僅時實被殺，他的3位御家人同伴亦一同被殺。其後，高橋次郎被逮捕，並且即日處死於腰越。當晚，時實的乳母父尾藤景綱出家。
雖然時實被殺原因不明，但是推測為工作上的衝突引起。然而，高橋家未有就此絕後，而是由北條重時的家臣繼承，故此可以推斷高橋殺害時實可能是逼不得已。六堂供養亦因為時實被殺而延期舉行。
三年後同一日，無獨有偶，時實的同父異母兄長北條時氏也死去，面臨兩子相繼死去的情況，作為兩人之父的泰時便改為培育孫子北條經時成為下任執權。